# Plateau du Coiron

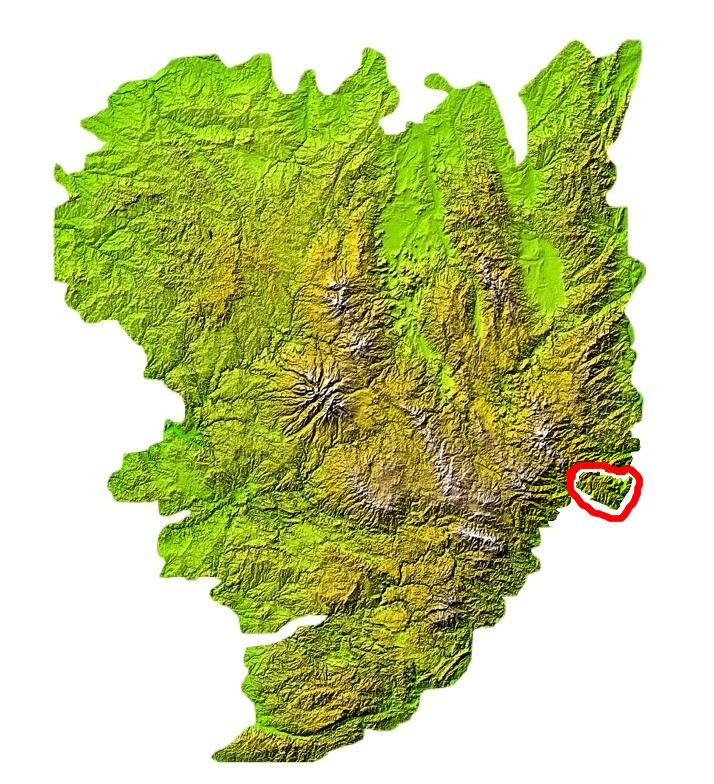
Die Lage des Plateau du Coiron im Zentralmassiv

Das Plateau du Coiron ist eine vulkanisch geprägte Basalthochebene im Département Ardèche in Frankreich.

## Geografie
Die Hochebene liegt im Vivarais, dem östlichsten Teil des Zentralmassivs zwischen der Rhône und dem Mittellauf der Ardèche. Die Städte Privas, Aubenas, Villeneuve-de-Berg und Rochemaure grenzen das Gebiet ein.
Der höchste Punkt ist die 1017 Meter hohe Crête de Blandine. Der Fluss Payre durchfließt das Plateau in West-Ost-Richtung.

## Sehenswürdigkeiten
Die mittelalterlichen Felswohnungen der Balmes de Montbrun bei Saint-Jean-le-Centenier sind die herausragenden Sehenswürdigkeiten der kargen Landschaft.